# Boloceropsis
Boloceropsis is een geslacht van zeeanemonen uit de familie van de Actiniidae.

## Soort
- Boloceropsis platei McMurrich, 1904